# Mittersill
Mittersill – miasto w Austrii, w kraju związkowym Salzburg, w powiecie Zell am See. Ośrodek narciarski.

## Historia
Okolice dzisiejszego Mittersill były zamieszkanie od ok. 2200 p.n.e. Miasto zostało założone w XI wieku przez władców Bawarii. W połowie XII wieku wybudowano tu zamek. W XIII wieku Mittersill znalazło się pod kontrolą arcybiskupów Salzburga a zamek stał się jedną z ich siedzib. W 1357 otrzymało prawo gminy targowej (Marktgemeinde). W XIV wieku wiódł tędy szlak handlowy z Włoch do Niemiec. Transportowano tędy wino, owoce, aksamit i jedwab a także sól, lód i miedź pozyskiwane w miejscowych górach. Miejscowość została spalona w 1525 podczas wojny chłopskiej. Kolejne pożary niszczyły Mittersill w 1635 i 1746. W 1898 przez miasto poprowadzono linię kolejową. Od 1939 działała tutaj niemiecka szkoła wojskowa kolei linowych. Podczas II wojny światowej założono tu też podobóz obozu koncentracyjnego Mauthausen-Gusen. Podczas wojny rozpoczęto budowę nowej kolejki linowej, ale nie zdołano jej ukończyć. Podpory o wysokości 280 m zburzono w latach 50. Prawa miejskie nadano Mittersill 8 sierpnia 2008.

## Demografia
Liczba ludności w wybranych latach: